# ZBTB14
ZBTB14 (англ. Zinc finger and BTB domain containing 14) – білок, який кодується однойменним геном, розташованим у людей на короткому плечі 18-ї хромосоми. Довжина поліпептидного ланцюга білка становить 449 амінокислот, а молекулярна маса — 50 956.
| 10         |  | 20         |  | 30         |  | 40         |  | 50         |
| ---------- |  | ---------- |  | ---------- |  | ---------- |  | ---------- |
| MEFFISMSET |  | IKYNDDDHKT |  | LFLKTLNEQR |  | LEGEFCDIAI |  | VVEDVKFRAH |
| RCVLAACSTY |  | FKKLFKKLEV |  | DSSSVIEIDF |  | LRSDIFEEVL |  | NYMYTAKISV |
| KKEDVNLMMS |  | SGQILGIRFL |  | DKLCSQKRDV |  | SSPDENNGQS |  | KSKYCLKINR |
| PIGDAADTQD |  | DDVEEIGDQD |  | DSPSDDTVEG |  | TPPSQEDGKS |  | PTTTLRVQEA |
| ILKELGSEEV |  | RKVNCYGQEV |  | ESMETPESKD |  | LGSQTPQALT |  | FNDGMSEVKD |
| EQTPGWTTAA |  | SDMKFEYLLY |  | GHHREQIACQ |  | ACGKTFSDEG |  | RLRKHEKLHT |
| ADRPFVCEMC |  | TKGFTTQAHL |  | KEHLKIHTGY |  | KPYSCEVCGK |  | SFIRAPDLKK |
| HERVHSNERP |  | FACHMCDKAF |  | KHKSHLKDHE |  | RRHRGEKPFV |  | CGSCTKAFAK |
| ASDLKRHENN |  | MHSERKQVTP |  | SAIQSETEQL |  | QAAAMAAEAE |  | QQLETIACS  |

A: Аланін

C: Цистеїн

D: Аспарагінова кислота

E: Глутамінова кислота

F: Фенілаланін

G: Гліцин

H: Гістидин

I: Ізолейцин

K: Лізин

L: Лейцин

M: Метіонін

N: Аспарагін

P: Пролін

Q: Глутамін

R: Аргінін

S: Серин

T: Треонін

V: Валін

W: Триптофан

Кодований геном білок за функціями належить до репресорів, активаторів. 
Задіяний у таких біологічних процесах, як транскрипція, регуляція транскрипції. 
Білок має сайт для зв'язування з іонами металів, іоном цинку, ДНК. 
Локалізований у ядрі.